# کام‌اسکوپ
کام‌اسکوپ (انگلیسی: CommScope) شرکت مخابرات آمریکایی است، که در سال ۱۹۷۶ تأسیس شد.